# Luc Tousignant
Luc Tousignant, kanadski rokometaš in igralec kanadskega nogometa, * 4. julij 1958, Trois-Rivières.
Leta 1976 je na poletnih olimpijskih igrah v Montrealu v sestavi kanadske rokometne reprezentance osvojil 11. mesto.